# Celostátní československé mistrovství 1950
Tento článek pojednává o událostech jednoho ze soutěžních ročníků Československé fotbalové ligy. Tento ročník se opět hrál systémem „Jaro-podzim“. Z toho vyplývá, že se soutěž odehrává během jednoho roku. Tento ročník se odehrál pod názvem Celostátní československé mistrovství 1950. Jednalo se o celkově 25. ročník československé ligy (včetně 6 ročníku v období protektorátu). Titul z minulého ročníku se podařilo obhájit slovenskému Sokol NV Bratislava (dnešní Slovan Bratislava). Byl to jeho 2. mistrovský titul. Soutěž se opět hrála v počtu čtrnácti členů. Nováčky ročníku byly ČSD Plzeň, Dukla Prešov, Vítkovické Železárny a OD Karlín.
Tento ročník začal v sobotu 4. března 1950 v Praze-Vršovicích zápasem mezi domácími Železničáři a ČSD Plzeň (4:2) a skončil v neděli 3. prosince téhož roku kompletním 26. kolem.

## Konečná tabulka soutěže
| Poř.          | Tým                  | Z  | V  | R | P  | VG | OG | TP  | B  |
| ------------- | -------------------- | -- | -- | - | -- | -- | -- | --- | -- |
| Zlatá medaile | Sokol NV Bratislava  | 26 | 16 | 3 | 7  | 62 | 35 | +27 | 35 |
| 2.            | Bratrství Sparta     | 26 | 13 | 9 | 4  | 64 | 37 | +27 | 35 |
| 3.            | Železničáři Praha    | 26 | 14 | 7 | 5  | 52 | 36 | +16 | 35 |
| 4.            | Vítkovické železárny | 26 | 13 | 5 | 8  | 53 | 47 | +6  | 31 |
| 5.            | ATK Praha            | 26 | 12 | 4 | 10 | 60 | 54 | +6  | 28 |
| 6.            | OD Karlín            | 26 | 11 | 5 | 10 | 45 | 49 | -4  | 27 |
| 7.            | Dynamo Slavia Praha  | 26 | 10 | 5 | 11 | 58 | 47 | +11 | 25 |
| 8.            | Technomat Teplice    | 26 | 8  | 9 | 9  | 51 | 50 | +1  | 25 |
| 9.            | Dukla Prešov         | 26 | 9  | 7 | 10 | 41 | 42 | -1  | 25 |
| 10.           | Sokol Škoda Plzeň    | 26 | 10 | 5 | 11 | 57 | 60 | -3  | 25 |
| 11.           | Dynamo ČSD Košice    | 26 | 8  | 8 | 10 | 39 | 39 | 0   | 24 |
| 12.           | Slovena Žilina       | 26 | 7  | 6 | 13 | 49 | 65 | -16 | 20 |
| 13.           | Kovosmalt Trnava     | 26 | 6  | 7 | 13 | 36 | 45 | -9  | 19 |
| 14.           | ČSD Plzeň            | 26 | 3  | 4 | 19 | 31 | 92 | -61 | 10 |

## Rekapitulace soutěže
| Československá Fotbalová liga 1950              |                                                       |
|                                                 |                                                       |
| Ocenění                                         |                                                       |
| Vítěz                                           | Sokol NV Bratislava (2. titul)                        |
| Pohyb v soutěži                                 |                                                       |
| Sestupující do Krajské soutěže                  | Kovosmalt Trnava → KS Bratislava ČSD Plzeň → KS Plzeň |
| Postupující do I. ligy                          | Svit Gottwaldov OKD Ostrava                           |
| Nejlepší střelec                                |                                                       |
| Josef Bican – ( Vítkovické železárny) – 22 gólů |                                                       |

## Vývoj v názvech českých a slovenských klubů
| Po sezoně 1950 - Bratrství Sparta Sparta ČKD Sokolovo - Technomat Teplice Vodotechna Teplice - Trojice Slezská Ostrava OKD Ostrava - OD Karlín ČKD Dukla Karlín - Dukla Prešov ČSSZ Dukla Prešov |

## Soupisky mužstev

### Sokol NV Bratislava
Ján Plško (-/0/-),
Theodor Reimann (-/0/-) –
Ján Arpáš (-/5),
Jozef Baláži (-/0),
Igor Fillo (-/1),
Ján Greššo (-/2),
Vlastimil Hlavatý (-/2),
Arnošt Hložek (-/0),
Jozef Jajcaj (-/0),
Július Kováč (21/1),
Božin Laskov (-/12),
Anton Malatinský (-/10),
Emil Pažický (-/1),
Vlastimil Preis (-/5),
Jozef Ružovič (-/0),
František Skyva (-/7),
Vojtech Skyva (-/5),
Jozef Steiner (-/0),
Gejza Šimanský (-/6),
Viktor Tegelhoff (-/10),
Vladimír Venglár (-/2),
Michal Vičan (-/0) –
trenér Leopold Šťastný

### Bratrství Sparta Praha
Karel Čapek (3/0/-),
Zdeněk Roček (-/0/-) –
Jaroslav Bílek (-/4),
Lubomír Bláha (-/0),
Václav Blažejovský (-/1),
Jaroslav Borovička (-/7),
Jaroslav Cejp (-/7),
Jan Hertl (-/5),
Jaroslav Jakubec (-/0),
Václav Kokštejn (-/2),
Bohumil Korytenský (-/3),
Ladislav Koubek (-/3),
Josef Ludl (-/3),
Oldřich Menclík (-/2),
Arnošt Pazdera (-/1),
Vlastimil Preis (-/8),
Antonín Rýgr (-/11),
Jan Říha (-/1),
Karel Senecký (-/0),
František Šafránek,
Jaroslav Zahradník (-/6),
Miroslav Zuzánek (-/0) –
trenér Erich Srbek

### Železničáři Praha
Vladimír Leština (3/0/-),
Václav Pavlis (24/0/-) –
Oldřich Bílek (3/1),
Vladimír Dick (12/4),
Ladislav Fišer (26/1),
František Havlíček (7/0),
Miloslav Charouzd (22/0),
Václav Jíra (25/0),
Josef Kvapil (26/7),
Ladislav Melichar (1/0),
Ladislav Müller (26/14),
Jiří Pešek (24/11),
Ferdinand Plánický (13/5),
Jiří Rubáš (25/0),
Josef Vedral (26/1),
Miroslav Wünsch (1/1),
Jiří Žďárský (26/7) –
trenér Antonín Lanhaus

### Vítkovice železárny
Josef Petruška (26/0/6) –
Josef Bican (-/22),
Vladimír Bouzek (19/8),
Vasil Buchta (-/0),
Zdeněk Crlík (-/0),
Jan Číž (-/2),
Ota Fischer (-/1),
František Kachlík (-/...),
Karel Machotka (-/0),
Alexandr Markusek (-/0),
Bohumír Marynčák (-/0),
Alois Pszczolka (-/8),
Karel Radimec (-/0),
Miloš Rys (-/...),
Jiří Starosta (-/2),
Jaroslav Skokan (-/...),
Ladislav Sysala (-/0),
Eduard Tomana (-/1),
Jaroslav Vejvoda (-/4),
Josef Zdražila (-/...),
Vlastimil Zelinka (-/1),
Vlastimil Zeman (-/1) –
trenér Štefan Čambal

### ATK Praha
Jan Benedikt (-/0/-),
André Houška (-/0/-),
Antonín Palán (-/0/-) -
Gustáv Bánovec (-/...),
Bohuslav Bílý (-/11),
Josef Crha (-/8),
Jan Fábera (-/0),
Vladimír Frajlach (-/1),
Rudolf Galbička (-/1),
Jozef Gašparík (-/0),
Jozef Gögh (-/0),
Zdeněk Haisl (9/6),
Josef Hlobil (-/1),
Andrej Iľko (-/0),
Štefan Ištvanovič (-/0),
Vojtech Jankovič (-/0),
Anton Krásnohorský (-/0),
Jiří Kuchler (-/...),
Ladislav Labodič (-/0),
Ladislav Ledecký (-/1),
Radovan Macek (-/0),
Karel Mach (-/0),
Emil Pažický (-/4),
Vlastimil Pokorný (-/0),
Jiří Provalil (-/3),
Ladislav Putyera (-/13),
Boris Timkanič (-/0),
Karel Tomáš (-/14),
Michal Vičan (-/0),
František Vlk (-/2),
Jiří Zamastil (15/4) –
trenér Ladislav Ženíšek

### Čechie OD Karlín
Karel Hanáček (-/0/-),
Adolf Štojdl (-/0/-) –
Antonín Balzer (-/0),
Miroslav Beneš (-/2),
Vladimír Čermák (-/2),
František Hájek (-/0),
Karel Charvát (-/6),
Karel Kolský (-/0),
Josef Král (-/2),
Jaromír Lexa (-/0),
Vlastimil Luka (-/0),
Gustav Petrů (-/1),
Jaroslav Panec (-/0),
Jiří Provalil (-/0),
Miroslav Reif (-/2),
Václav Řezáč (-/1),
Karel Sirotek (-/11),
František Syrůček (-/0),
Karel Vokoun (-/15),
Bohumil Žák (-/1) –
trenér František Rajgl

### Dynamo Slavia Praha
André Houška (-/0/-),
Alois Jonák (-/0/-),
Emil Kabíček (-/0/-) –
František Benda (-/0),
Antonín Bradáč (-/11),
Karel Čapek (-/1),
František Fiktus (-/6),
Josef Forejt (-/1),
František Hampejs (-/0),
Jiří Hanke (-/0),
Ota Hemele (-/4),
Ladislav Hlaváček (-/9),
František Ipser (-/0),
Jiří Ječný (-/0),
Stanislav Jelínek (-/0),
Ladislav Kareš (-/16),
Vlastimil Kopecký (-/5),
Gustav Nejedlý (-/0),
Jaroslav Sláma (-/0),
Rudolf Šmejkal (-/0),
František Štěpán (-/0),
Jiří Trnka (-/1),
Bohumil Trubač (-/0),
Miloš Urban (-/1),
František Vlk (-/3) –
trenér Vilém König

### Technomat Teplice
Vlastimil Havlíček (25/0/4),
F... Kučera (1/0/0) –
Josef Baur (2/0),
Miroslav Cikánek (11/0),
Alois Hlinka (3/1),
Miloslav Holman (1/0),
Antonín Houdek (17/0),
Vlastimil Chobot (22/0),
Oldřich Chudoba (19/3),
J... Jalovecký (1/0),
Josef Janík (2/0),
Alois Jaroš (3/0),
Josef Kadeřábek (9/0),
Ladislav Kareš (2/1),
Miloslav Malý (26/7),
Josef Masopust (26/4),
Josef Němeček (5/0),
Ladislav Novák (8/0),
Jiří Pacenhauer (26/10),
Josef Pravda (25/19),
Josef Říha (7/0),
Josef Sýkora (26/0),
Josef Vostrý (25/4) –
trenér Rudolf Vytlačil

### Dukla Prešov
Štefan Kukura (-/0/-),
Gejza Sabanoš (-/0/-) –
Eduard Ciulis (-/4),
... Gonda (-/0),
Ján Jakubík (-/6),
Ján Karel (23/0),
Jozef Karel (-/0),
Ladislav Kassay (-/...),
Jozef Kováč (-/4),
Jozef Kuchár (-/4),
František Kušnír (-/5),
Andrej Lech (-/1),
Ladislav Pavlovič (26/6),
Rudolf Pavlovič (23/1),
Ján Sabol (-/0),
František Semeši (-/7),
Jozef Steiner (-/...),
Ladislav Steiner (-/0),
Andrej Šitár (-/...),
Gejza Tesár (-/0),
Rudolf Vido (-/0) –
trenér Ferenc Szedlacsek

### Sokol Škoda Plzeň
Jan Benedikt (-/0/-),
Emil Folta (-/0/-) –
Jaroslav Böhm (-/4),
Josef Brand (-/0),
Jaroslav Fichtl (-/...),
Josef Honomichl (-/0),
Zdeněk Hyťha (-/11),
... Mach (-/0),
Dalibor Mikeš (-/3),
Vladimír Perk (-/15),
Rudolf Sloup (-/1),
Zdeněk Sloup (-/3),
Karel Süss (-/1),
Emil Svoboda (-/11),
Václav Svoboda (-/0),
Ladislav Šamberger (-/2),
Josef Šnajdr (-/0),
Jindřich Švajner (-/1) –
trenér ...

### Dynamo ČSD Košice
Ladislav Beller (-/0/-),
Karol Haas (-/0/-),
František Matys (-/0/-) –
Karol Dobay (-/2),
Mikuláš Farbula (-/0),
František Feczko (3/1),
František Greškovič (-/6),
Jozef Hučka (-/0),
Andrej Iľko (-/0),
Jozef Ivan (-/2),
Alexander Ivanko (-/0),
Miloš Klimek (-/1),
Ladislav Labodič (-/0),
Štefan Leško (-/0),
Vojtech Miškovský (-/0),
Ondrej Nepko (-/5),
Ján Polgár (-/11),
Alexander Pollák (-/5),
Ladislav Putyera (-/4),
Ľudovít Schimara (-/0),
Gejza Tesár (-/0),
Vojtech Vyšňanský (-/1),
Rudolf Zibrínyi (-/0) –
trenér Arpád Regecký

### Slovena Žilina
Ján Danko (-/0/-),
Štefan Lešický (-/0/-) –
Gustáv Bánovec (-/0),
Jozef Barčík (-/0),
Ján Blažko (-/0),
... Bogya (-/2),
Josef Cíha (-/0),
Ladislav Ganczner (-/7),
... Golián (-/0),
Vladimír Holiš (-/1),
Vojtech Jankovič (-/0),
Ján Klučiar (-/0),
Karel Kocík (-/8),
Anton Kopčan (-/0),
Anton Krásnohorský (-/0),
Viliam Meissner (-/0),
Anton Moravčík (-/7),
László Németh (-/2),
Milan Rovňan (-/1),
Emil Stalmašek (-/2),
Vladimír Šteigl (-/4),
Ľudovít Šterbák (-/0),
Oldřich Šubrt (-/10),
Boris Timkanič (-/0),
Ján Urbanič (-/0),
Vojtech Zachar (-/5),
Ján Zvara (-/0) –
trenéři Adolf Fiala (1.–13. kolo) a András Turay (14.–26. kolo)

### Kovosmalt Trnava
Imrich Stacho (-/0/-),
Karol Štajer (-/0/-) –
Michal Benedikovič (-/0),
František Bolček (-/2),
Štefan Ištvanovič (-/2),
Viliam Jakubčík (-/3),
... Jurča (-/0),
Jozef Kalivoda (-/1),
Karol Kohúcik (-/0),
Ervín Križan (-/0),
Alexander Lančarič (-/3),
Anton Malatinský (-/4),
Jozef Marko (-/2),
Štefan Mezőlaky (13/3),
Jozef Mužík (-/0),
... Polák (-/0),
Štefan Slanina (-/4),
Ján Šturdík (-/1),
Karol Tibenský (-/8),
Rudolf Vokoun (-/2),
Ľudovít Zelinka (-/1) –
hrající trenér Anton Malatinský, trenér Karol Fekete

### ČSD Plzeň
Vladislav Basák (-/0/0),
Josef Hrdlička (-/0/0) –
Jaroslav Bešťák (-/0),
... Baďura (-/0),
Vladimír Čechura (-/0),
Miroslav Engelmeier (-/2),
Václav Fiala (-/2),
František Hrneček (-/0),
Rudolf Hyrman (-/3),
Josef Kadlec (-/1),
Bohumil Kavina (-/4),
Miloslav Kopecký (-/0),
Jaroslav Kovařík (-/6),
Miloslav Krupna (-/6),
Miroslav Maxa (-/1),
Gustav Moravec (-/1),
Miroslav Papoušek (-/3),
Jan Paveza (-/0),
Blahoslav Sequens (-/0),
Jaromír Schütz (-/0),
Vlastimil Smolík (-/0),
Miloš Svoboda (-/1),
Josef Špatenka (-/1),
Richard Utler (-/0),
Oldřich Ženíšek (-/0) –
trenér František Rajniš